# Anolis bimaculatus
Anolis bimaculatus е вид влечуго от семейство Dactyloidae. Видът не е застрашен от изчезване.

## Разпространение и местообитание
Разпространен е в Сейнт Китс и Невис.
Обитава градски местности, храсталаци и плантации.

## Описание
Продължителността им на живот е не повече от 7 години.